# Manzour
Manzour est une localité du département de Dano, dans la province d’Ioba (région du Sud-Ouest) au Burkina Faso. En 2006, cette localité comptait 994 habitants dont 56.1% de femmes.